# モーリス・ンドゥール
モーリス・デイリー・ンドゥール（Maurice Daly Ndour、1992年6月18日 - ）は、セネガル・ティエス州出身のバスケットボール選手。ポジションはスモールフォワード。セネガル代表。高校時代を日本で過ごし、後に日本のB.LEAGUEでもプレーした。

## 来歴
日本の文化に憧れていたというモーリス・ンドゥールは、2008年に来日し、岡山学芸館高校に留学。留学生ながら同校のバスケットボール部のエースとして活躍。インターハイ、国体、ウィンターカップなどで目覚ましい活躍を見せたンドゥールは、岡山県の最優秀選手の選出されるなど、"スーパー留学生"として注目を集めた。
2011年に卒業後、NBA選手を目指す為に渡米し、ニューヨーク州のモンロー・カレッジに入学。2年間在学した後、2013年にオハイオ大学に転校。2013-14シーズンは平均13.8得点7リバウンド、翌2014-15シーズンは16得点8.3リバウンドを記録し、MACの2ndチームに選出されたンドゥールだったが、2015年のNBAドラフトでは指名外に終わった。
ンドゥールは同年夏のNBAサマーリーグでニューヨーク・ニックスの一員として参加。7月23日にダラス・マーベリックスと契約したものの、シーズン開幕直前に解雇された。その後12月5日にリーガACBのレアル・マドリード・バロンセストと契約。ユーロリーグにも出場するなど経験を積み、国内リーグ優勝も経験した。
2016年7月、ンドゥールは再びニューヨーク・ニックスの一員としてNBAサマーリーグに参加し、同月14日にニックスと2年契約を締結。開幕ロースターも勝ち取り、念願のNBA選手となった。しかし、低迷に苦しむニックスの中でも出場機会に恵まれず、シーズン終了後の2017年6月30日に解雇された。
2017年11月29日、UNICSカザンとの契約が発表された。ユナイテッド・リーグでは16試合に出場、1試合平均19.9分の出場で、10.0得点、4.3リバウンドという成績、プレーオフでは6試合に出場、1試合平均22.8分の出場で、11.5得点、5.8リバウンド、1.8スティールという成績、ULEBユーロカップでは12試合に出場、1試合平均17.6分の出場で、5.1得点、4.2リバウンド、1.3スティールという成績を残した。
2018年8月6日、UNICSカザンとの契約延長が発表された。2018-2019シーズンのユナイテッド・リーグでは16試合に出場、1試合平均21.4分の出場で、11.1得点、4.4リバウンド、1.0アシスト、1.2ブロックという成績、プレーオフでは6試合に出場し、1試合平均25.2分の出場で、8.5得点、6.5リバウンド、1.7アシスト、という成績、ユーロカップでは18試合出場し、1試合平均20.6分の出場で、9.6得点、4.2リバウンド、1.2スティール、1.1ブロックという成績を残した。
2019年7月16日、ユーロリーグに所属するバレンシアBCとの契約が発表された。国内リーグのリーガACBでは19試合に出場し、1試合平均16.5分の出場で、6.0得点、3.7リバウンドという成績、19-20シーズンのユーロリーグでは26試合に出場し、1試合平均14.6分の出場で、6.3得点、2.4リバウンドという成績を残した。
2022年、B.LEAGUEの名古屋ダイヤモンドドルフィンズに移籍。
2024年7月30日、LBAに所属するパラカネストロ・ブレシアへの加入が発表された。

## 個人成績

### NBA

#### レギュラーシーズン
| シーズン | チーム | GP | GS | MPG  | FG%  | 3P%  | FT%  | RPG | APG | SPG | BPG | PPG |
| -------- | ------ | -- | -- | ---- | ---- | ---- | ---- | --- | --- | --- | --- | --- |
| 2016–17  | NYK    | 32 | 4  | 10.6 | .453 | .143 | .731 | 2.0 | .3  | .5  | .3  | 3.1 |
| 通算     | 通算   | 32 | 4  | 10.6 | .453 | .143 | .731 | 2.0 | .3  | .5  | .3  | 3.1 |

### ユーロリーグ
| シーズン | チーム                 | GP | GS | MPG  | FG%  | 3P%  | FT%  | RPG | APG | SPG | BPG | PPG | PIR  |
| -------- | ---------------------- | -- | -- | ---- | ---- | ---- | ---- | --- | --- | --- | --- | --- | ---- |
| 2015–16  | レアル・マドリード     | 6  | 0  | 8.0  | .555 | .000 | .000 | 1.2 | .2  | .5  | .2  | 1.7 | 1.3  |
| 2017–18  | BC UNICS               | 12 | 0  | 17.6 | .418 | .333 | .722 | 4.2 | .8  | 1.3 | .6  | 5.1 | 6.6  |
| 2018–19  | BC UNICS               | 18 | 10 | 21.0 | .537 | .000 | .843 | 4.2 | .7  | 1.1 | 1.2 | 9.6 | 11.5 |
| 2019–20  | バレンシア・バスケット | 26 | 12 | 15.0 | .585 | .400 | .806 | 2.4 | .4  | .9  | .3  | 6.3 | 7.0  |

### カレッジ
| シーズン | チーム   | GP | GS | MPG  | FG%  | 3P%  | FT%  | RPG | APG | SPG | BPG | PPG  |
| -------- | -------- | -- | -- | ---- | ---- | ---- | ---- | --- | --- | --- | --- | ---- |
| 2013-14  | オハイオ | 36 | 31 | 30.1 | .511 | .333 | .730 | 7.0 | 1.6 | .6  | 1.5 | 13.8 |
| 2014-15  | オハイオ | 30 | 29 | 34.9 | .484 | .435 | .785 | 8.3 | 1.7 | 1.1 | 2.3 | 16.0 |
| 通算     | 通算     | 66 | 60 | 32.3 | .498 | .388 | .757 | 7.6 | 1.6 | .8  | 1.9 | 14.8 |

## 代表歴
オハイオ大学在学中の2014年FIBAバスケットボール・ワールドカップでセネガル代表に選出され、決勝トーナメント進出に貢献。ゴーギー・ジェンと共に同国代表の中心選手として活躍している。2017年と2021年のバスケットボールアフリカ選手権、2019年FIBAバスケットボール・ワールドカップにも出場している。

## その他
- 。ンドゥールは出身のセネガルの公用語のフランス語、部族語であるウォロフ語に加え、英語、スペイン語、日本語を話すことが出来る。[要出典]
- レアル・マドリード・バロンセスト時代はウィリー・エルナンゴメスやセルヒオ・ロドリゲスと共にプレーした。